# Kneria ansorgii
Kneria ansorgii är en fiskart som först beskrevs av Boulenger, 1910.  Kneria ansorgii ingår i släktet Kneria och familjen Kneriidae. IUCN kategoriserar arten globalt som otillräckligt studerad. Inga underarter finns listade i Catalogue of Life.